# Cambiando el destino
Cambiando el destino es una película mexicana de 1992 dirigida por Gilberto de Anda. Está protagonizada por la banda musical Magneto, quienes tienen la misión de dar un concierto en Universal Studios en Hollywood para beneficio de salud de niños enfermos.

## Argumento
Tras varias giras por toda Latinoamérica el grupo musical Magneto debe ir a la ciudad de los Ángeles para ofrecer un concierto en beneficio de los niños enfermos, pero pierden el avión. Los cinco intérpretes alquilan una avioneta que se descompone y cae en el desierto luego que el piloto se lanza al mar en paracaídas. Los jóvenes cantantes trataran de reparar la avería con el auxilio de las monjas y las alumnas de un convento cercano.

## Reparto
- Alan como Él mismo
- Charlie como Él mismo
- Mauri Stern como Él mismo
- Álex como Él mismo
- Elías Cervantes como Él mismo
- Ernesto Laguardia como Toño el Representante
- Marco Muñoz como Capitán Cadena
- Evita Muñoz «Chachita» como Hermana Margarita
- Rita Macedo como Hermana Angustias
- Rosita Arenas como Madre Superiora
- Gabriela Obregón como Bárbara Williams
- Arsenio Núñez como Perkins chofer
- Jorge Patiño como Don Lupe
- Jorge Pascual Rubio como Yaqui
- Florencia Ferret como Verónica
- Gabriela Platas como Susy
- Yukiko como Mineko
- Roxana Ramos como Rocío
- Sheyla Tadeo como Imán
- Elizabeth Lajud como Karla
- Patricia Hernández como Mariana
- Jordan Grabinsky como Ángelito
- Susane Hamlin como Pendienta Domino's
- Ruth Cassani como Empleada Taesa
- José Luis Cordero «Pocholo» como Empleado renta de aviones
- Eduardo Porter como Controlador de vuelos
- Gilberto de Anda como Camarógrafo
- Antonio Berumen como Doctor
- Fernando Elizalde como Joven con periódico
- Georgina Teran como Secretaría periódico L.A.
- Magneto como Banda

## Canciones
- «Cambiando el destino» escrita por Carlos Lara e interpretada por Magneto
- «Para siempre» escrita por Carlos Lara e interpretada por Magneto
- «Amor a mogollón» escrita por Paul Mounsey e interpretada por Magneto
- «Cuarenta grados» escrita por Paul Mounsey e interpretada por Magneto
- «Obsesionado» escrita por Paul Mounsey e interpretada por Magneto
- «Mira, Mira, Mira» escrita por Paul Mounsey e interpretada por Magneto
- «Vuela, Vuela» escrita por Paul Mounsey e interpretada por Magneto